# Пак, Витольд Степанович
Вито́льд Степа́нович Пак (22 августа 1888, Шальнишки — 30 мая 1965, Донецк) — советский горный инженер, педагог, доктор технических наук, академик АН УССР. Отец математика Витольда Витольдовича Пака.

## Биография
Родился 22 августа 1888 года в городке Шальнишки вблизи города Казлу-Руды (Литва). В 1896 году вместе с родителями переехал в Южно-Уссурийский край (ныне Приморский край), где отец Степан Осипович Пак был главным сучанским лесничим. В 1906 году с серебряной медалью окончил Владивостокскую гимназию. В 1906-1911 годах учился на горном факультете в Томском технологическом институте, который окончил с отличием. В 1913 году был переведён окружным маркшейдером Забайкальского района, Иркутского горного управления, затем начальником Ангорского горного округа.
В 1918—1920 гг. главный инженер, в 1920—1922 гг. управляющий Сучанским рудником
С 1924 года начальник Дальневосточного горного управления, одновременно в 1924-1934 годах работал в Дальневосточном политехническом институте им. В.В. Куйбышева (ныне Дальневосточный университет), где в 1926 году организовал кафедру горного дела. Декан горного факультета с 1930 года. За издание первого в СССР трёхтомного учебника по горной механике «Рудничные вентиляторы» (1931), «Рудничные водоотливные установки» (1933), «Рудничные подъемные установки» (1932) ему присвоено учёное звание профессора горной механики.
С 1934 года его трудовая деятельность связана с Донецким индустриальным институтом. Заведующий кафедрой горной механики, декан горного факультета (к 1940 году). Руководитель сектора научно-исследовательских организаций Технического управления Наркомата угольной промышленности СССР (1940—1942), доктор технических наук (1941). Заведующий кафедрой горной механики Средне-Азиатского индустриального института (1942—1944). В 1944 году вернулся в ДПИ на должность заведующего кафедрой горной механики. Член-корреспондент АН УССР (1948) и первый в Донбассе академик (с 19 мая 1951 года).

## Научная деятельность
Сделал большой вклад в становления и развитие кафедры горной механики ДПИ во всех сферах её деятельности. Автор фундаментально-прикладного учебника с грифом Минвуза СССР «Рудничные вентиляторные и водоотливные установки» (соавтор В. Г. Гейер), переведённого на 11 языков мира и более двух десятилетий бывшего настольной книгой студентов и горных инженеров.
Основатель Донецкой школы горных механиков. Руководитель отдела проблем глубоких шахт Донбасса Института горного дела АН УССР. Главное научное направление в рамках созданной школы — теория и практика создания осевых отцентрированых вентиляторов для горной промышленности. Заложил основы решения проблемы проветривания высокопроизводительных шахт и рудников. В 1981 году среди группы ученых, удостоенных Государственной премии СССР за работу по созданию и внедрению мощных вентиляторов, идея которых принадлежала Витольду Степановичу Паку ещё в 60-е годы, был и его сын Витольд Витольдович Пак.
Подготовил несколько докторов и кандидатов наук. Опубликовал ряд научных работ, среди которых монографии:
- «Опытные исследования шахтных вентиляторов и методы их расчета» (1937);
- «Рудничные вентиляторные установки» (1938);
- «Осевые вентиляторы для проветривания шахт» (1948) и другие.

## Награды, память
Награждён орденом Ленина и орденом Трудового Красного Знамени, многими медалями, тремя знаками «Шахтёрская слава» I, II, III степеней, многими другими ведомственными знаками и грамотами.
18 января 1988 года в честь 100-летия учёного была выпущена посвящённая ему почтовая карточка.
В Донецке, на здании Донецкого национального технического университета по адресу ул. Артема, 58, где с 1934 по 1940 и с 1944 по 1964 годы работал Витольд Пак, установлена мемориальная доска.